# Grand Prix of Sochi Mayor
Il Grand Prix of Sochi Mayor è una corsa in linea maschile di ciclismo su strada che si tiene annualmente a Soči, in Russia. Nato nel 2015, fa parte del circuito UCI Europe Tour classe 1.2.

## Albo d'oro
Aggiornato all'edizione 2015.
| Anno | Vincitore       | Secondo             | Terzo          |
| ---- | --------------- | ------------------- | -------------- |
| 2015 | Sergey Firsanov | Alexander Foliforov | Artem Ovechkin |
| 2016 |                 |                     |                |